# Форо Италико
Форо Италико (итал. Foro Italico; некада Форо Мусолини) је спортски комплекс који се налази у Риму.

## Карактеристике
У оквиру њега се налазе бројни спортски објекти, као што је стадион Олимпико највећи стадион у Риму и други највећи у Италији, те стадион де Марми и суседни објекат који је седиште Националног олимпијског комитета Италије. Форо Италико такође има пливачки центар изграђен за Летње Олимпијске игре 1960. и тениске стадионе.
Тениски центар је простор са укупно једанаест тениских терена на шљаци, од којих се осам користи за турнире, а остатак за потребе тренинга. Централни терен (Campo Centrale) може да прими до 10.400 гледалаца, реконструисан је за турнир 2010. године.
Форо Италико је био домаћин важних догађаја и манифестација, посебно се издваја одржавање Летњих олимпијских игара 1960. и многобројни концерти који се такође одржавају на различитим местима у комплексу. На тениским теренима се сваке године одржава турнир за мушкарце и жене — Међународно првенство Италије.